# Kamaka palmata
Kamaka palmata is een vlokreeftensoort uit de familie van de Kamakidae. De wetenschappelijke naam van de soort is voor het eerst geldig gepubliceerd in 1968 door Dang.